# Trogues
Trogues ist eine französische Gemeinde mit 289 Einwohnern (Stand: 1. Januar 2022) im Département Indre-et-Loire in der Region Centre-Val de Loire. Sie gehört zum Kanton Sainte-Maure-de-Touraine im Arrondissement Chinon. 

## Geografie
Trogues liegt etwa 32 Kilometer südsüdwestlich von Tours an der Vienne, die die Gemeinde im Süden und Südwesten begrenzt. Umgeben wird Trogues von den Nachbargemeinden Saint-Épain im Norden, Pouzay im Osten und Südosten, Parçay-sur-Vienne im Süden und Südwesten sowie Crouzilles im Westen und Nordwesten.

## Bevölkerungsentwicklung
| Jahr                       | 1962 | 1968 | 1975 | 1982 | 1990 | 1999 | 2006 | 2018 |
| -------------------------- | ---- | ---- | ---- | ---- | ---- | ---- | ---- | ---- |
| Einwohner                  | 382  | 329  | 292  | 293  | 292  | 290  | 316  | 303  |
| Quellen: Cassini und INSEE |      |      |      |      |      |      |      |      |

## Sehenswürdigkeiten

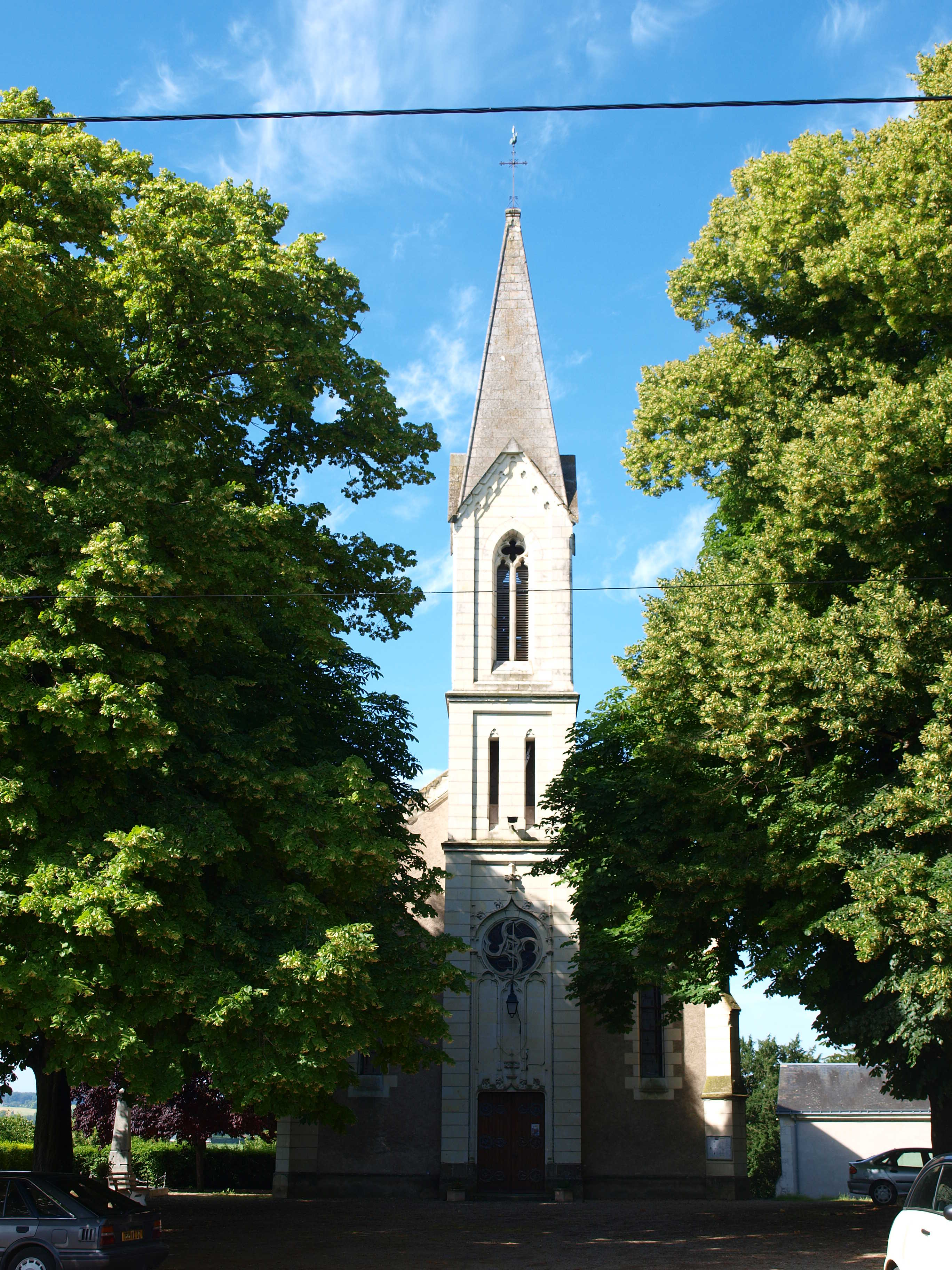
Kirche

- Kirche aus dem 19. Jahrhundert
- Schloss La Rolandière